# Csongrádi Ferenc
Csongrádi Ferenc (Apácatorna, 1956. március 29. –) magyar labdarúgó, edző.

## Pályafutása

### Klubcsapatban
Fiatal játékosként került a Videotonhoz és rövid idő alatt már a tartalék csapatban szerepelt. 1974 őszén az Üllői úton debütált az élvonalban a Ferencváros ellen (2–3), a 24. percben csereként állt be. Első gólját a Hungária körúton az MTK-VM-nek rúgta (1–1). 20 évesen egy súlyos gerincsérülés miatt majdnem abba kellett hagynia az aktív sportot, de vállalta a kockázatos műtétet és nagy akaraterővel visszatért az élvonalba. Az 1984–1985-ös UEFA-kupa ezüstérmes csapat vezéralakja volt. Párizsban a PSG ellen (4–2) két gólt szerzett. A madridi döntőben sérülten is vállalta a játékot, és edzője megértő volt vele, nem fosztotta meg ettől az élménytől. Az 58. percben le kellett cserélni, az erőltetéstől bevérzett a térde, cipó nagyságúra dagadt.
1987-ben nem kötött szerződést vele a székesfehérvári klub. Egy-egy idényt Győrben és Veszprémben játszott még a magyar első osztályban. Aktív sportpályafutását az osztrák tartományi bajnokságban fejezte be.

### A válogatottban
A magyar válogatottban 1976 és 1984 között 24 alkalommal szerepelt. Tagja volt az 1982-es spanyolországi világbajnokságon részt vevő csapatnak.

### Edzőként
1991 és 1998 között Fehérváron dolgozott. Először mint utánpótlásedző, majd 1998 tavasztól az első csapat vezetőedzőjeként sikerült kiharcolni a bennmaradást osztályozó mérkőzéseken. 1999-től a Gázszer vezetőedzője lett. Dolgozott a Matáv SC Sopron csapatánál is.
Volt a Videoton Labdarúgó Közalapítvány utánpótlás-igazgatója.
2014 nyarán a Dunaújváros Pálhalma SE – a vezetőedző munkáját segítő – szakmai igazgatójának nevezték ki.

## Sikerei, díjai

### Játékosként
- Magyar bajnokság:
  - 2.: 1975–76
  - 3.: 1983–84, 1984–85
- Magyar Népköztársasági Kupa (MNK)
  - döntős: 1982
- UEFA kupa
  - döntős: 1984–85

## Statisztika

### Mérkőzései a válogatottban
| Magyarország | Magyarország         | Magyarország                       | Magyarország  | Magyarország | Magyarország  | Magyarország  | Magyarország | Magyarország |
| #            | Dátum                | Helyszín                           | Hazai         | Eredmény     | Vendég        | Kiírás        | Gólok        | Esemény      |
| ------------ | -------------------- | ---------------------------------- | ------------- | ------------ | ------------- | ------------- | ------------ | ------------ |
| 1.           | 1976. március 27.    | Budapest, Népstadion               | Magyarország  | 2 – 0        | Argentína     | barátságos    | -            | 78'          |
| 2.           | 1976. április 17.    | Banja Luka                         | Jugoszlávia   | 0 – 0        | Magyarország  | barátságos    | -            | 69'          |
| 3.           | 1976. április 30.    | Lausanne, Olimpiai Stadion         | Svájc         | 0 – 1        | Magyarország  | barátságos    | -            |              |
| 4.           | 1976. május 22.      | Budapest, Népstadion               | Magyarország  | 1 – 0        | Franciaország | barátságos    | -            |              |
| 5.           | 1976. május 26.      | Budapest, Népstadion               | Magyarország  | 1 – 1        | Szovjetunió   | barátságos    | -            | 58'          |
| 6.           | 1976. június 12.     | Budapest, Népstadion               | Magyarország  | 2 – 0        | Ausztria      | barátságos    | -            | 84'          |
| 7.           | 1980. május 31.      | Budapest, Népstadion               | Magyarország  | 3 – 1        | Skócia        | barátságos    | -            |              |
| 8.           | 1980. június 4.      | Budapest, Népstadion               | Magyarország  | 1 – 1        | Ausztria      | barátságos    | -            | 64'          |
| 9.           | 1980. augusztus 20.  | Budapest, Népstadion               | Magyarország  | 2 – 0        | Svédország    | barátságos    | -            | 58'          |
| 10.          | 1980. augusztus 27.  | Budapest, Népstadion               | Magyarország  | 1 – 4        | Szovjetunió   | barátságos    | -            | 39'          |
| 11.          | 1980. szeptember 24. | Budapest, Népstadion               | Magyarország  | 2 – 2        | Spanyolország | barátságos    | -            | 46'          |
| 12.          | 1982. február 11.    | Auckland, Smart-stadion            | Új-Zéland     | 1 – 2        | Magyarország  | barátságos    | -            |              |
| 13.          | 1982. február 14.    | Christchurch, II. Erzsébet Stadion | Új-Zéland     | 1 – 2        | Magyarország  | barátságos    | -            | 62'          |
| 14.          | 1982. június 22.     | Elche, Nueva Estadio (ESP)         | Belgium       | 1 – 1        | Magyarország  | vb-csoportkör | -            | 70'          |
| 15.          | 1983. szeptember 7.  | Budapest, Népstadion               | Magyarország  | 1 – 1        | NSZK          | barátságos    | -            |              |
| 16.          | 1983. október 12.    | Budapest, Népstadion               | Magyarország  | 0 – 3        | Anglia        | Eb-selejtező  | -            |              |
| 17.          | 1983. október 26.    | Budapest, Népstadion               | Magyarország  | 1 – 0        | Dánia         | Eb-selejtező  | -            |              |
| 18.          | 1983. december 3.    | Szaloniki, Kaftanzoglu-stadion     | Görögország   | 2 – 2        | Magyarország  | Eb-selejtező  | -            |              |
| 19.          | 1984. január 18.     | Cádiz, Ramón de Carranza Stadion   | Spanyolország | 0 – 1        | Magyarország  | barátságos    | -            | 46'          |
| 20.          | 1984. március 31.    | Szabadka, Szpartak Stadion         | Jugoszlávia   | 2 – 1        | Magyarország  | barátságos    | -            | 75'          |
| 21.          | 1984. április 4.     | Isztambul, Beşiktaş İnönü Stadion  | Törökország   | 0 – 6        | Magyarország  | barátságos    | -            | 46'          |
| 22.          | 1984. május 23.      | Székesfehérvár, Sóstói Stadion     | Magyarország  | 0 – 0        | Norvégia      | barátságos    | -            | 57'          |
| 23.          | 1984. október 17.    | Rotterdam, Feijenoord Stadion      | Hollandia     | 1 – 2        | Magyarország  | vb-selejtező  | -            | 46'          |
| 24.          | 1984. november 17.   | Limassol, Tszirion Stadion         | Ciprus        | 1 – 2        | Magyarország  | vb-selejtező  | -            | 46'          |
|              | Összesen             |                                    |               | 24           | mérkőzés      |               | 0            | gól          |